# HTC Tattoo
HTC Tattoo (tidligere kendt som HTC Click) er en smartphone fra HTC. Den benytter operativsystemet Android og er den anden telefon med interfacet HTC Sense UI. Telefonen blev annonceret 8. september 2009

## Specifikationer
- Processor: Qualcomm, 528 MHz
- OS: Android
- Hukommelse: 512MB RAM
- Størrelse: 106 x 55,2 x 14 mm
- Vægt: 113 g. inkl. batteri
- Skærm: 2,8" TFT-LCD resistiv touchskærm
- Opløsning: 240 x 320 pixels
- GPS: A-GPS, intern antenne
- Tilslutningsmuligheder: Bluetooth 2,0, Wi-Fi: IEEE 802,11 g/b, MiniUSB
- 3,5mm mini Jack stik til hovedtelefoner
- Kamera: 3,2 MP
- Understøttede formater: MP3, AAC, AMR-NB, WAV, MIDI, WMA9, MPEG-4, WMV9
- Batteri: Lithium-ion
- Op til 342 min. tale med W-CDMA
- Op til 390 min. tale med GSM
- Op til 520 min. stadbytid med W-CDMA
- Op til 340 min. stadbytid med GSM
- G-sensor
- Digitalt kompas
- FM-radio